# No.68AT擲弾
No.68AT擲弾は第二次世界大戦中に用いられたイギリスの対戦車小銃擲弾である。制式名称は擲弾、小銃 No. 68 /AT（Grenade, Rifle No. 68 /AT）である。

## 概観
No.68擲弾は成形炸薬擲弾の初期の形状を採っており、またいくつかの説によれば、最初に使用されたHEAT兵器である。弾頭の設計は単純なもので、1940年時点の性能は52mmの装甲板を貫通できた。
この擲弾の信管は尾部の中のピンを取り去ることで撃発準備状態に置かれた。このピンは撃針が前に飛び出すのを防止するための物だった。擲弾は小銃のカップ型発射器から撃ち出された。簡易なフィンが弾体に空中での安定性をいくらか与えており、また擲弾が適当な角度（90度）で目標に当たれば、炸薬が効果を発揮した。着弾によって擲弾尾部の撃針が抑えバネの抵抗を排除して前進し雷管を突いて起爆する、着発信管の構造となっている。